# Pierre Devreux
Pierre Devreux est un artiste peintre belge autodidacte, né le 5 octobre 1955 à Bruxelles.

## Expositions (sélection)
- Art Cologne, foire internationale d'art contemporain, représenté par la Galerie Wolf (avec e.a. Karel Appel, Asger Jorn) (DE)
- Art Frankfurt, foire internationale d'art contemporain, représenté par la Galerie Wolf (DE)
- Art Gallery Valentin, Eupen
- Artbeat Gallery, Bruxelles
- Centre culturel de Bruxelles
- Centre culturel de Leeuw-Saint-Pierre
- Centre d'art contemporain, Florence (IT)
- Chapelle des franciscains, Marche-en-Famenne
- Château de Waroux, Liège
- Conservatoire royal de Liège
- Consulat général de Belgique, Cologne (DE)
- Drapeaux d'artistes, Liège, Knokke-le-Zoute, Aix-la-Chapelle (DE), New York (US)
- Drapeaux d'artistes, Luxembourg (LU), Beaucaire (FR)
- Drapeaux d'artistes, ponts de Meuse
- Église Saint-Remacle, Marche-en-Famenne
- Espace Belfius, Liège
- Espace culturel de Victoriaville, Québec (CA)
- Espace Flux (avec e.a. Thierry de Cordier, Luc Tuymans), Liège
- Espace Franche Comté, Tourinnes-la-Grosse
- Espace Partenaires, Hamois
- Expérience Gallery (Fondation Vranken-Pommery), Liège
- Fondation Bolly-Charlier, Huy
- Fondation Isel, Merelbeke
- Fondation Princesse de Mérode, Charleroi
- Fondation Veranneman, Kruishoutem
- Fonds Léon Fredericq, Bierset
- Galerie ABC, Bruxelles
- Galerie Albus Lux, Rosendael (NL)
- Galerie Apelles Art (Marnix Neerman), Knokke-le-Zoute
- Galerie Audrey Plunus, Jalhay
- Galerie Bärwaldt, Maastricht (NL)
- Galerie BBL, Verviers
- Galerie Cesart, Maastricht (NL)
- Galerie De Ziener, Asse
- Galerie Desimpel, Courtrai
- Galerie Didier Fettweis, Verviers
- Galerie Hermès, Bruxelles
- Galerie Isy Brachot (office), Bruxelles
- Galerie Mendo, Amsterdam (NL)
- Galerie Nicols, Düsseldorf (DE)
- Galerie Pascal Polar, Bruxelles
- Galerie Perroen Aktuele Kunst, Maastricht (NL)
- Galerie Private Collection, Knokke-le-Zoute
- Galerie Taménaga, Paris (FR)
- Galerie Taménaga, Tokyo (JP)
- Galerie Wolf, Düsseldorf (DE)
- Galeries Poirel, Nancy (FR)
- Grande salle de l'Harmonie, Verviers
- Hôtel de ville de Liège
- Hugieia Art Gallery, Bruges
- Hugieia Art Gallery (avec e.a. Luis Caballero, Michael Morgner, Max Uhlig, Jean Rustin), Tongres
- Kasteeltje Hattem, Ruremonde (NL)
- La Cité Miroir, Liège
- Lineart, foire d'art internationale, représenté par la Galerie Apelles Art (Marnix Neerman), Gand
- Lineart, foire d'art internationale, représenté par la Galerie Pascal Polar (avec e.a. Arnulf Rainer), Gand
- Lineart, foire d'art internationale, représenté par la Galerie Wolf (avec e.a. Karel Appel, Arnulf Rainer), Gand
- Maison de la culture, Marche-en-Famenne
- Media Groep Limburg, Sittard (NL)
- Musée ArtHouse, Chaudfontaine
- Musée d'Ansembourg (exposition hommage à Rembrandt), Liège
- Musée d'Architecture, Liège
- Musée d'art moderne et d'art contemporain (catalogue avec texte d'Amélie Nothomb), Liège
- Musée de la Famenne, Marche-en-Famenne
- Musée des Beaux-Arts, Liège
- Musée Doko, Kyoto (JP)
- Musée du Trésor de la cathédrale Saint-Paul, Liège
- Musée Grand Curtius, Liège
- Musée La Boverie, Liège
- Museum of New Art (Chaplin Art Center), Pärnu (EE)
- Noise – Fenêtres en vue, Liège
- Palais des princes-évêques de Liège
- Pavillon des Arts, représenté par la Galerie Taménaga, Paris (FR)
- Salon Privilège, Anvers
- St-Art, foire européenne d'art contemporain, Strasbourg (FR)
- Van Stof tot Asse, Galerie De Ziener, Asse

## Acquisitions
- Musée d'art moderne et d'art contemporain (MAMAC), Liège
- Musée des Beaux-Arts (BAL), Liège
- Musée Doko, Kyoto
- Province de Brabant
- Province de Liège
- Ministère de la Région wallonne
- Banque Bruxelles Lambert (ING)
- Banque Credit Suisse
- Fabrimétal
- Collection Ethias
- Collection Rüdiger Hurrle
- Collection Vranken-Pommery
- Diverses collections privées en Allemagne, France, Belgique, Pays-Bas, Suisse, États-Unis, Japon.